# 阿勒颇国际机场
阿勒颇国际机场（阿拉伯语：‎）是阿拉伯叙利亚共和国第二大城市阿勒颇的国际机场，是叙利亚阿拉伯航空的第二枢纽机场。

## 歷史
機場建於法國統治敘利亞時期。1999年，機場的新航站楼建成。2013年1月，阿勒颇国际机场因叙利亚内战而关闭。2014年1月22日，機場一度恢復開放，但不久再次關閉 。2020年2月19日，阿勒颇国际机场的民航航班恢复。